# NGC 1
NGC 1是一個距離地球1.9億光年、在飛馬座的漩渦星系。它的视星等為13等，赤經為7秒（曆元1860）。它是第一個被收錄在NGC天體表的星體。

## 观测历史
NGC 1于1861年由海因里希·路易·达雷在哥本哈根天文台测试11英寸口径折射望远镜时被发现，他将自己的发现描述为“暗弱的、小的、圆形的、在一颗（位于南方和北方的）11等和一颗14等星之间。”。在1866年和1868年，赫尔曼·舒尔茨曾在乌普萨拉使用9.6英寸口径的折射式望远镜三次观测到NGC 1。
两位最初的发现者都遗漏了更暗的NGC 2。NGC 1与NGC 2看起来距离很近，但事实上两个天体相距甚远且没有任何联系。NGC 2作为NGC 1的“伴星系”，由劳伦斯·帕森斯首次观测到。

## 基本资料

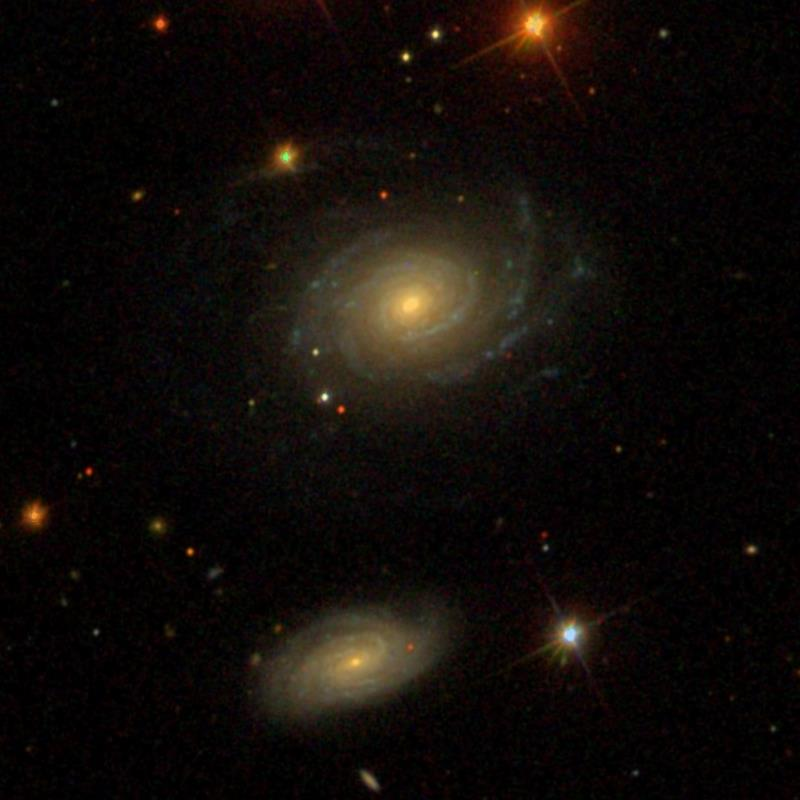
作为光学双星的NGC 1和NGC 2

NGC 1的直径被估算为140000光年，与直径约为160000光年的银河系大小大致相当。虽然NGC 1的视星等仅有13.65，使用肉眼无法观测，但它的绝对星等为-22.08，比银河系要亮两到三倍。NGC 1到与它最近的主要天体，直径为80000光年的UGC 69的距离为4百万光年。
NGC 1的视尺寸为1.6' × 1.2'。NGC 1拥有一个较弱的核棒和松散缠绕的旋臂，依照哈伯序列和作为拓展的佛科留斯系统进行分类，它被归类为SABbc类型。虽然它的星系中心仅有90000光年的跨度，但可能来自于先前星系并合遗留的、巨大且漫射的旋臂向东延伸使它变得更大。
NGC 1的红移约为0.015177，基于此可以得出它的退行速度约为4450 km/s，使用哈勃定律可以计算出它与太阳系的距离。最近的观测表明它与地球的距离约为210至215百萬光年，与不使用红移的距离估计方法得到的结果175到245百萬光年相吻合。一个对退行速度的反对性结果给出该星系的退行速度为2215 km/s，即它距离地球仅有100百萬光年远。然而，这个测量结果不被大多数天文学家所接受，应当是另一星系的测量值被错用在NGC 1上所导致的。

## 天体目录的收录
在NGC 1被收录为星雲和星團總表的第一个天体之后，它被总表的继任者星云和星团新总表（即NGC天体表）再次以第一个天体的身份被收录。
在新总表被编纂完成时（使用历元 1860）NGC 1的赤经为00h 00m 4s，这使得它以星表所有天体中赤经最低的身份，在按照赤经从低到高排序的新总表中排在首位。在此之后，它的坐标发生了变化，不再是所有新总表天体中赤经最低的那一个。
NGC 1还被乌普萨拉总目录（UGC 57）和主要星系目录（PGC 564）所收录。

## 外部連結
- WikiSky上关于NGC 1的内容：DSS2, SDSS, GALEX, IRAS, 氢α, X射线, 天文照片, 天图, 文章和图片

| 天文學目錄       | 天文學目錄                                      | 天文學目錄 |
| ---------------- | ----------------------------------------------- | ---------- |
| NGC天體表：      | NGC 1 - NGC 2 - NGC 3                           |            |
| 主要星系目录：   | PGC 562 - PGC 563 - PGC 564 - PGC 565 - PGC 566 |            |
| 乌普萨拉总目录： | UGC 55 - UGC 56 - UGC 57 - UGC 58 - UGC 59      |            |